# Jacek May
Jacek Miłosław May (ur. 27 czerwca 1956, zm. 7 września 2012 w Poznaniu) – polski architekt i samorządowiec, wiceprezydent miasta Poznania w latach 1990–1998. Radny II kadencji Rady Miasta Poznania w latach 1994–1998 z komitetu "Samorządna Wielkopolska".

## Życiorys
Ukończył w 1985 roku studia na Wydziale Architektury Politechniki Poznańskiej. W latach 1986–88 pracował w Wydziale Gospodarki Przestrzennej Urzędu Wojewódzkiego w Poznaniu. W urządzie Miasta Poznania pracując od 1989 roku pełnił funkcję zastępcy architekta miejskiego. Jako wiceprezydent i zastępca Wojciecha Szczęsnego Kaczmarka odpowiadał m.in. za planowanie przestrzenne i inwestycje miejskie. Koordynował prace związane z uchwaleniem Planu ogólnego zagospodarowania przestrzennego Poznania w 1994 roku. Po zakończeniu działalności w samorządzie zajmował się rynkiem nieruchomości.
Pełnił funkcję kierownika Katedry Architektury i Urbanistyki w Wyższej Szkole Zawodowej „Kadry dla Europy” w Poznaniu. Członek poznańskiego oddziału Stowarzyszenia Architektów Polskich.
W 2002 wykrył nieprawidłowości związane ze sprawą tzw. Kulczykparku, przed sprzedażą, którego ostrzegał prezydenta Poznania Ryszarda Grobelnego.
14 września 2012 został pochowany na Cmentarzu Junikowo.
Rozwiedziony; miał sześcioro dzieci: córkę Weronikę (ur. 1984), syna Tomasza (ur. 1986) oraz Piotra (ur. 1989), a z drugą partnerką: syna Jana (ur. 1997), córkę Agatę (ur. 2001) oraz córkę Wiktorię (ur. 2003).